# Mamen Camacho
Mamen Camacho (Villacarrillo, Jaén, Andalusia, 16 de desembre de 1980) és una actriu espanyola coneguda pels seus papers de Rosalía Ortiz a la sèrie de televisió Gran Reserva (i la seva preqüela Gran Reserva: El origen) i Esperanza Beltrán a la diaria Servir y proteger, totes elles de La 1 de TVE.
En teatre ha treballat molt activament amb la Compañía Nacional de Teatro Clásico i amb altres companyies independents com Venezia Teatro (Casa de Muñecas, 2017), Saraband (Anna Karenina, 2016) o Iraya Producciones (Largo viaje del día hacia la noche, 2014).

## Començaments
Als 9 anys comença els estudis de Dansa espanyola en el conservatori Luis del Río de Còrdova, estudis que finalitza l'any 2003. Als 18 anys marxa a Granada a cursar la Llicenciatura de Química i en 2003 comença els seus estudis d'Interpretació Textual en la Reial Escola Superior d'Art Dramàtic. Després de finalitzar-los completa la seva formació entrenant-se amb mestres com Charo Amador, Will Keen, Tage Larsen, Brigid Panet, Katya Benjamín, Wajdi Mouawad, Fabio Mangolini i Vicente Fuentes.

## Carrera professional
En 2009 passa a formar part de la segona promoció de la Jove Compañía Nacional de Teatro Clásico, en la que va protagonitzar La moza de cántaro, de Lope de Vega, dirigida per Eduardo Vasco i Todo es enredos, amor, de Diego de Figueroa y Córdoba, sota la direcció d'Álvaro Lavín. Posteriorment ha seguit a la CNTC interpretant Plácida a Égloga de Plácida y Vitoriano de Juan del Encina dirigida per Nacho García i diversos personatges a Entremeses barrocos.
Després d'interpretar a Rosalía Ortiz jove a la sèrie de prime-time Gran Reserva (TVE), s'ha pogut veure a la seva preqüela, Gran Reserva: El origen, encarnando al mismo personaje.
Sus últimos trabajos incluyen Anna Karenina, La vida en tiempos de guerra i Mejor historia que la nuestra, obres dirigides per Francesco Carril; la direcció de Crónica de una casa real pel Festival de Teatre Clàssic d'Almagro; Haz click aquí, escrita i dirigida per José Padilla, al Centro Dramático Nacional, El largo viaje del día hacia la noche, dirigida per Juan José Afonso i Enrique VIII y la Cisma de Inglaterra dirigida per Nacho García per a la Compañía Nacional de Teatro Clásico.
En els últims anys són de destacar els seus treballs en companyies independents de teatre representant grans personatges com Nora de "Casa de nines" amb Venezia Teatro (dir. José Gómez-Friha), Anna Karenina amb Teatro Saraband (dir. Francesco Carril) i també de nou amb la CNTC amb Tisbea a "El Burlador de Sevilla", dirigida per Josep Maria Mestres.
En 2017 fitxà per la sèrie de sobretaula de La 1 Servir y proteger en la que encarna a Esperanza Beltrán (encarregada d'atenció al ciutadà i posteriorment de la UFAM). L'agost de 2020 s'anuncia que abandona la sèrie després de quatre temporades i més de 600 capítols fets.

## Filmografia

### Sèries de televisió
| Any         | Títol                   | Paper                           | Cadena     | Episodis     |
| ----------- | ----------------------- | ------------------------------- | ---------- | ------------ |
| 2011 - 2013 | Gran Reserva            | Rosalía Ortiz (jove)            | La 1 (TVE) | 4 episodis   |
| 2013        | Gran Reserva: El origen | Rosalía Ortiz                   | La 1 (TVE) | 82 episodis  |
| 2017 - 2020 | Servir y proteger       | Esperanza "Espe" Beltrán García | La 1 (TVE) | 657 episodis |

### Curtmetratges
| Any  | Títol     | Paper | Notes                |
| ---- | --------- | ----- | -------------------- |
| 2018 | Te quiero | Ella  | Personatge Principal |

## Premis i nominacions
| Any/Guardó                     | Categoria                               | Muntatge          | Resultat |
| 2018 - Premis Unión de Actores | Millor Actriu de repartiment (Sèrie TV) | Servir y proteger | Nominada |